# Liste der Universitäten und Hochschulen in Gambia
Die Liste der Universitäten und Hochschulen in Gambia gibt einen Überblick über die Universitäten und Hochschulen im westafrikanischen Gambia.
Zurzeit existiert in Gambia eine Universität.

## Universität
- University of the Gambia, Serekunda-Kanifing

## Hochschulen
- Gambia College, Brikama
- Gambia Hotel School (GHS)
- Gambia Technical Training Institute, Serekunda-Kanifing
- International Business College, Bakau
- Management Development Institute (MDI), Serekunda-Kanifing
- Rural Development Institute (RDI)